# A Brand
A Brand was een Belgische rockgroep rond de Antwerpenaar Dag Taeldeman. De groepsnaam betekent A-merk (en dus niet 'een merk' zoals de groep vaak verkeerdelijk in het Engels uitgesproken werd).

## Geschiedenis
In 2004 nam A Brand in een garage een eerste album op, 45 RPM. Riding Your Ghost werd hun eerste single op de alternatieve radio.
In 2005 speelden ze op festivals zoals Dour, Hestival, Zeverrock en Akkerrock. In 2006 waren ze op heel wat festivals in België te zien, onder andere op Dour, Pukkelpop en Rock Werchter. Op dit laatste concert vertoonden ze zelfs een choreografie op Hammerhead.
In 2006 werd een tweede album, Hammerhead, uitgebracht. De single Hammerhead voert enkele weken de hitlijsten van Humo en Studio Brussel aan. Later had A Brand ook een hit te pakken met Beauty Booty Killerqueen.
Het derde album, Judas, kwam in de zomer van 2008 uit, met als eerste single Time.
In 2011 verscheen hun vierde album, Future you, waarvan de nummers What's taking you, The Mud en For Blood als single werden uitgebracht. Een jaar later bracht A Brand een dubbel-cd uit. Op de eerste cd staan al hun veertien uitgebrachte singles, alsmede twee nieuwe nummers; Christine en Humanoid. Ook bevatte het een cover van AC/DC's Thunderstruck. De tweede cd heet Grammar en bevat een live-opname van deze één uur durende mash-up van hun meest bekende nummers, opgenomen in de Ancienne Belgique in 2012.
In 2013 stopte de band ermee.

## Bezetting
- Dag Taeldeman: zang, elektrische gitaar
- Frederik Heuvinck: zang, drum
- Frederik De Lepeleere: zang, basgitaar
- Tim Bekaert: zang, elektrische gitaar
- Tom Vermeir: zang, elektrische gitaar

## Discografie

### Cd's
- 2004 : 45 RPM
- 2006 : Hammerhead
- 2008 : Judas
- 2011 : Future You
- 2012 : A Brand: the singles

### Singles
- 2003 : Warrior soul
- 2003 : Maze
- 2004 : Riding your ghost
- 2004 : I do as I please
- 2004 : Rider
- 2006 : Hammerhead
- 2006 : Beauty booty killerqueen
- 2006 : A perfect habitat for foxes
- 2008 : Time
- 2008 : The bubbles
- 2009 : Mad love, sweet love
- 2011 : The mud
- 2011 : What's taking you
- 2011 : For blood